# Colegio Electoral de los Estados Unidos

Mapa del Colegio Electoral que muestra los resultados de las elecciones presidenciales de Estados Unidos de 2024.

Votos electorales, por distrito, para las elecciones de 2012, 2016 y 2020.

Mapa del Colegio Electoral que muestra los resultados de las elecciones presidenciales de Estados Unidos de 2020. Los estados en azul fueron aquellos en los que ganó el candidato demócrata Joe Biden; los de rojo aquellos en los que ganó el republicano Donald Trump.

El Colegio Electoral de los Estados Unidos es el cuerpo político de compromisarios encargado de elegir al presidente y al vicepresidente de los Estados Unidos. Se forma cada cuatro años únicamente con este propósito.
El proceso  de elección se describe en el artículo II de la Constitución de los Estados Unidos. Desde 1964, el Colegio Electoral tiene 538 compromisarios. Los compromisarios de cada estado emiten su voto el primer lunes siguiente al segundo miércoles de diciembre y las dos cámaras del Congreso cuentan y verifican oficialmente los resultados definitivos la primera semana de enero. De esta forma, el Colegio Electoral es un ejemplo de elección indirecta, ya que son los votantes quienes eligen a los miembros de esta institución y estos los encargados, a su vez, de elegir directamente al presidente y vicepresidente.
Con frecuencia, el Colegio Electoral es objeto de críticas y controversia, ya que este sistema electoral permite que un candidato gane la elección aunque pierda el voto popular a nivel nacional, lo cual ha hecho que hayan numerosos intentos de eliminarlo o reformarlo. Sin embargo, su eliminación es difícil, ya que se requiere una enmienda constitucional, un proceso que en Estados Unidos es bastante largo y complejo; por ello, en los últimos años, los críticos del sistema se enfocan en reformarlo. Actualmente, el proyecto más realista de reforma es el National Popular Vote Interstate Compact (NPVIC) que, de aprobarse en los estados suficientes, aseguraría que el candidato que gane el voto popular nacional gane también el Colegio Electoral.

## Sistema
En lugar de votar directamente al presidente y vicepresidente, los ciudadanos de los Estados Unidos eligen a los miembros del Colegio Electoral designados por su estado o distrito federal, quienes, aunque técnicamente son libres de votar a favor de cualquier persona elegible para ser presidente y vicepresidente, en la práctica se comprometen a hacerlo por candidatos específicos, respetando el sentido del voto popular. Además, en 33 estados, existen leyes que le exigen a los «grandes electores» respetar el voto popular de su estado.
En cada estado, los votantes escogen una papeleta en la que, en la inmensa mayoría de los estados, figuran el nombre de los candidatos a presidente y vicepresidente y el partido al que pertenecen. Excepto en dos estados, la pareja electoral que reciba la mayoría de los votos del estado conseguirá a todos los compromisarios para el Colegio Electoral. Las campañas presidenciales estadounidenses se concentran en ganar en una combinación de estados que sumen una mayoría de los electores (270 o más), en lugar de hacer campaña para ganar el mayor número de votos a nivel nacional.
Cada estado tiene un número de compromisarios igual al número de sus senadores (siempre dos por estado) más el de representantes en el Congreso de los Estados Unidos. Además, en virtud de la Vigesimotercera Enmienda, el Distrito de Columbia también tiene compromisarios como si se tratara de un estado, pero nunca puede tener más que los que le corresponden al estado «menos poblado». Los territorios estadounidenses no están representados en el Colegio Electoral.
Cada compromisario tiene derecho a emitir un voto para presidente y un voto para vicepresidente. Para ser elegido, un candidato debe tener una mayoría (desde 1964, por lo menos de 270) de los votos electorales emitidos para ese cargo. En caso de que ningún candidato a la Presidencia gane una mayoría de los votos electorales, la elección tiene lugar en la Cámara de Representantes. En caso de que ningún candidato para vicepresidente posea una mayoría de votos electorales, la elección tiene lugar en el Senado.

## Forma de determinación de electores
La Constitución de los Estados Unidos permite a cada legislatura estatal establecer la forma en que sus respectivos estados deben otorgar sus electores. Cuarenta y ocho estados y el Distrito de Columbia han adoptado un sistema por el que el ganador se lleva todos los votos electorales, en el cual el candidato que gana la mayoría de los votos en el estado, gana también el apoyo de todos los electores del estado. Los otros dos estados, Maine y Nebraska, utilizan un sistema escalonado donde un único elector es elegido dentro de cada distrito del Congreso y dos electores son elegidos por voto popular a nivel estatal. Las elecciones presidenciales de Estados Unidos son efectivamente una suma de 51 elecciones separadas y simultáneas (50 estados más el Distrito de Columbia), en lugar de una sola elección nacional.

## Críticas y propuestas de eliminación o reforma
El candidato declarado electo puede no haber obtenido el mayor número de votos en la votación popular a nivel nacional en una elección presidencial y aun así puede ganar la presidencia.  Esto ocurrió en las elecciones de 1824, 1876, 1888, 2000 y 2016. Los críticos argumentan que el Colegio Electoral es antidemocrático y discriminatorio,[cita requerida] ya que permite que un candidato gane la elección aunque pierda el voto popular nacional, hace que el valor del voto de un ciudadano dependa del lugar en donde vive, le da a unos pocos estados, los llamados estados indecisos, una influencia desproporcionada en la elección del presidente y vicepresidente. Sus defensores sostienen que el Colegio Electoral es una importante característica distintiva del sistema federal, y que protege los derechos de los estados más pequeños.       

### Modificación del sistema
Numerosas propuestas de enmienda constitucional se han presentado en el Congreso para que se elimine el Colegio Electoral y se reemplace por el voto popular nacional directo; sin embargo, ninguna propuesta ha logrado ser aprobada en el Congreso, esto debido a la alta complejidad de aprobar una enmienda constitucional, ya que para la aprobación de una enmienda constitucional se requiere que esta sea aprobada por 2/3 de los miembros del Senado, 2/3 de los miembros de la Cámara de Representantes, y ser ratificada por 3/4 de las legislaturas de los estados del país. Debido a que el Colegio Electoral favorece a los candidatos del Partido Republicano,[cita requerida] la gran mayoría de los políticos de dicho partido, se oponen a eliminar y a cualquier reforma, por lo que los esfuerzos de eliminar o reformarlo provienen casi en su totalidad de políticos del Partido Demócrata. Dado que eliminar por completo el Colegio Electoral es bastante difícil, actualmente la mayoría de los esfuerzos de sus opositores se enfoca en reformarlo.      

#### Pacto interestatal por el voto popular nacional
La iniciativa más realista de reforma del Colegio Electoral es el National Popular Vote Interstate Compact (NPVIC), una ley que haría que los estados que se unan al pacto, actuando juntos cuando reflejen una mayoría de electores (al menos 270), comprometerán a sus electores al ganador del voto popular nacional. El pacto aplica el Artículo II, Sección 1, Cláusula 2 de la Constitución, que otorga a cada legislatura estatal el poder plenario para determinar cómo elige a los electores. Hasta enero de 2025, el National Popular Vote Interstate Compact ha sido adoptado por 17 estados y por el Distrito de Columbia, que en conjunto suman 209 votos electorales, faltando la aprobación de otros estados que tengan la cantidad suficiente de votos electorales para llegar a los 270, y de esa manera la ley pueda ser efectiva.      

## Día de elección
La ley federal establece el martes siguiente del primer lunes de noviembre como el día para la celebración de las elecciones federales.
La forma de elección de los electores se determinará en cada estado por su legislatura. Actualmente, todos los estados eligen los electores por la elección popular en la fecha especificada por la ley federal. Si bien muchas personas pueden creer que están votando a favor de su candidato presidencial, están en realidad votando para los electores del candidato.
Cuarenta y ocho estados y Washington D. C., emplean un sistema por el cual el ganador se lo lleva todo, cada uno otorgando todos sus electores al candidato presidencial como un solo bloque. Dos estados, Maine y Nebraska, seleccionan un elector dentro de cada distrito congresional por votación popular, y, además, seleccionan los dos restantes electores por el voto popular. Este método se ha utilizado en el estado de Maine desde 1972, y en Nebraska desde 1992.

## Distribución del voto electoral
El siguiente cuadro muestra el número de votos electorales a los que cada uno de los estados y el Distrito de Columbia tuvo derecho durante las elecciones presidenciales de 2004 y 2008:
| Estado                | Votos electorales |
| --------------------- | ----------------- |
| Alabama               | 9                 |
| Minnesota             | 10                |
| Alaska                | 3                 |
| Misisipi              | 6                 |
| Arizona               | 11                |
| Misuri                | 10                |
| Arkansas              | 6                 |
| Montana               | 3                 |
| California            | 55                |
| Nebraska**            | 5                 |
| Carolina del Norte    | 15                |
| Nevada                | 6                 |
| Carolina del Sur      | 9                 |
| Nuevo Hampshire       | 4                 |
| Colorado              | 9                 |
| Nueva Jersey          | 14                |
| Connecticut           | 7                 |
| Nuevo México          | 5                 |
| Delaware              | 3                 |
| Nueva York            | 29                |
| Dakota del Norte      | 3                 |
| Ohio                  | 18                |
| Dakota del Sur        | 3                 |
| Oklahoma              | 7                 |
| Florida               | 29                |
| Oregón                | 7                 |
| Georgia               | 16                |
| Pensilvania           | 20                |
| Hawái                 | 4                 |
| Rhode Island          | 4                 |
| Idaho                 | 4                 |
| Tennessee             | 11                |
| Illinois              | 20                |
| Texas                 | 38                |
| Indiana               | 11                |
| Utah                  | 6                 |
| Iowa                  | 6                 |
| Vermont               | 3                 |
| Kansas                | 6                 |
| Virginia              | 13                |
| Kentucky              | 8                 |
| Virginia Occidental   | 5                 |
| Luisiana              | 8                 |
| Washington            | 12                |
| Maine**               | 4                 |
| Wisconsin             | 10                |
| Maryland              | 10                |
| Wyoming               | 3                 |
| Massachusetts         | 11                |
| Distrito de Columbia* | 3                 |
| Míchigan              | 16                |
| *Total de electores   | 538               |

* Al Distrito de Columbia o Washington D. C., aunque no es un estado, se le concede tres votos electorales por la Vigesimotercera Enmienda a la Constitución de los Estados Unidos. 
**Los electores de Maine y Nebraska distribuidos a través del método de distritos congresionales.